# NGC 2035
NGC 2035 هي مجرة تتبع كوكبة أبو سيف. اكتشفها جيمس دنلوب في 27 سبتمبر 1826.

## روابط خارجية
- NGC 2035 على موقع ويكي سكاي: DSS2, SDSS, GALEX, IRAS, Hydrogen α, X-Ray, Astrophoto, Sky Map, Articles and images